# Landgericht Leutershausen
Das Landgericht Leutershausen war ein von 1808 bis 1879 bestehendes bayerisches Landgericht älterer Ordnung mit Sitz in Leutershausen im heutigen Landkreis Ansbach. 1808 wurde im Verlauf der Verwaltungsneugliederung Bayerns das Landgericht Leutershausen errichtet. Dieses wurde dem Rezatkreis zugeschlagen.

## Lage
Das zum 1. Oktober 1808 gebildete Landgericht Leutershausen grenzte im Westen an das Landgericht Schillingsfürst, im Nordwesten an das Landgericht Rothenburg, im Norden an das Landgericht Windsheim, im Osten an das Landgericht Ansbach, im Südosten an das Landgericht Herrieden und im Süden an das Landgericht Feuchtwangen.

## Struktur

### Steuerdistrikte
Im Rahmen des Gemeindeedikts wurde im Jahr 1808 das Landgericht in 20 Steuerdistrikte untergliedert:
- Auerbach mit Bauzenweiler, Kressenhof, Meuchlein und Oberramstadt;
- Binzwangen mit Oberhegenau, Stettberg und Unterhegenau;
- Brunst mit Eckartsweiler, Eichholz, Erlach, Gutenhard, Hetzweiler, Schwand, Steinberg, Weihersmühle und Weißenkirchberg;
- Buch am Wald mit Berbersbach, Birkenmühle, Hagenau, Kleinmühle, Leimbachsmühle, Morlitzwinden, Obermühle und Rufenmühle;
- Büchelberg mit Atzenhofen, Dietenbronn, Eyerlohe, Haselmühle und Röttenbach;
- Colmberg mit Häslabronn, Kurzendorf, Oberfelden und Unterfelden;
- Erlach mit Gutenhard, Schwand, Steinberg und Weihersmühle;
- Frommetsfelden mit Bieg, Hainhof, Höchstetten, Hürbel, Pfetzendorf und Zweiflingen;
- Geslau mit Gunzendorf, Aidenau, Dornhausen, Kreuth, Neumühle und Steinach am Wald;
- Jochsberg mit Clonsbach, Erlbach, Erndorf, Hundshof, Lenzersdorf, Sachsen, Simonsmühle, Steinbächlein, Untreumühle, Waizendorf und Wolfsmühle;
- Leutershausen mit Froschmühle, Mittelramstadt, Rammersdorf und Winden;
- Mitteldachstetten mit Hohenau, Möckenau und Spielberg;
- Oberdachstetten mit Anfelden, Ermetzhof, Lerchenbergshof, Lerchenbergsmühle;
- Obernzenn;
- Obersulzbach mit Berndorf, Birkach und Untersulzbach;
- Schwabsroth mit Lauterbach, Oberbreitenau, Oberndorf, Reinswinden und Unterbreitenau;
- Unternzenn mit Egenhausen, Hölzleinsmühle und Sichelbronn;
- Urphertshofen mit Straßenhof und Wessachhof;
- Wiedersbach mit Görchsheim, Hannenbach, Holzmühle, Rauenbuch und Weißenmühle;
- Windelsbach mit Cadolzhofen und Gugelmühle.

### Ruralgemeinden
1810 entstanden Ruralgemeinden, die meistens deckungsgleich mit den Steuerdistrikten waren. Mit dem Zweiten Gemeindeedikt (1818) erhielten die Ruralgemeinden mehr Befugnisse. Zugleich wurden einige bis dahin bestehende Ruralgemeinden aufgespalten, so dass es schließlich folgende 34 Ruralgemeinden gab:
- Anfelden;
- Auerbach mit Bauzenweiler, Kressenhof, Meuchlein und Oberramstadt;
- Bieg mit Hainhof, Höchstetten, Hürbel, Pfetzendorf und Zweiflingen;
- Binzwangen mit Oberhegenau und Unterhegenau;
- Brunst mit Hetzweiler und Weißenkirchberg;
- Buch am Wald mit Kleinmühle und Obermühle;
- Büchelberg mit Atzenhofen, Dietenbronn, Eyerlohe, Haselmühle und Röttenbach;
- Cadolzhofen;
- Colmberg mit Häslabronn und Kurzendorf;
- Dornhausen mit Kreuth;
- Eckartsweiler mit Eichholz;
- Egenhausen mit Sichelbronn;
- Erlach mit Gutenhard, Schwand, Steinberg und Weihersmühle;
- Erlbach mit Hundshof, Sachsen, Steinbächlein und Waizendorf;
- Ermetzhof;
- Frommetsfelden;
- Geslau;
- Gunzendorf mit Aidenau, Neumühle und Steinach am Wald;
- Hagenau mit Berbersbach, Birkenmühle, Leimbachsmühle, Morlitzwinden und Rufenmühle;
- Jochsberg mit Clonsbach, Erndorf, Lenzersdorf, Simonsmühle, Untreumühle und Wolfsmühle;
- Leutershausen;
- Mitteldachstetten mit Hohenau, Möckenau und Spielberg;
- Mittelramstadt mit Froschmühle, Rammersdorf und Winden;
- Oberdachstetten mit Lerchenbergshof, Lerchenbergsmühle;
- Oberfelden mit Unterfelden;
- Obernzenn mit Eisen- und Frickleinsmühle;
- Obersulzbach mit Berndorf, Birkach und Untersulzbach;
- Rauenbuch mit Görchsheim, Hannenbach und Weißenmühle;
- Schwabsroth mit Lauterbach, Oberbreitenau, Oberndorf, Reinswinden und Unterbreitenau;
- Stettberg;
- Unternzenn mit Hölzleinsmühle;
- Urphertshofen mit Straßenhof und Wessachhof;
- Wiedersbach mit Holzmühle;
- Windelsbach mit Gugelmühle.

## Weitere Entwicklung
Am 1. April 1832 kamen vom Landgericht Windsheim folgende Gemeinden an das Landgericht Leutershausen:
- Burghausen;
- Poppenbach.

1840 hatte das Landgericht Leutershausen eine Fläche von 4 Quadratmeilen (≈224 km²) und 11471 Einwohner, wovon 10856 Protestanten, 203 Katholiken und 412 Juden waren. Es gab 110 Ortschaften (1 Stadt, 2 Märkte, 12 Pfarrdörfer, 7 Kirchdörfer, 15 Dörfer, 46 Weiler und 27 Einöden) und 36 Gemeinden (1 Stadtgemeinde, 2 Marktgemeinden und 33 Landgemeinden).
1858 wurden die Gemeinden Brunst, Eckartsweiler, Erlach und Hagenau an das Landgericht Schillingsfürst abgegeben.
In der neuen Gerichtsorganisation aufgrund der Einführung des Gerichtsverfassungsgesetzes wurde das Landgericht Leutershausen zum 1. Oktober 1879 aufgehoben.
- Auerbach, Büchelberg, Colmberg, Erlbach, Jochsberg, Leutershausen, Mitteldachstetten, Mittelramstadt, Oberdachstetten, Obersulzbach, Rauenbuch und Wiedersbach kamen zum Amtsgericht Ansbach,
- Anfelden, Bieg, Binzwangen, Buch am Wald, Ermetzhof, Frommetsfelden, Geslau, Gunzendorf, Oberfelden, Poppenbach, Schwabsroth und Stettberg zum Amtsgericht Rothenburg ob der Tauber,
- Egenhausen, Obernzenn, Unternzenn und Urphertshofen zum Amtsgericht Windsheim.